# Casas de la Balsa (Ademuz)

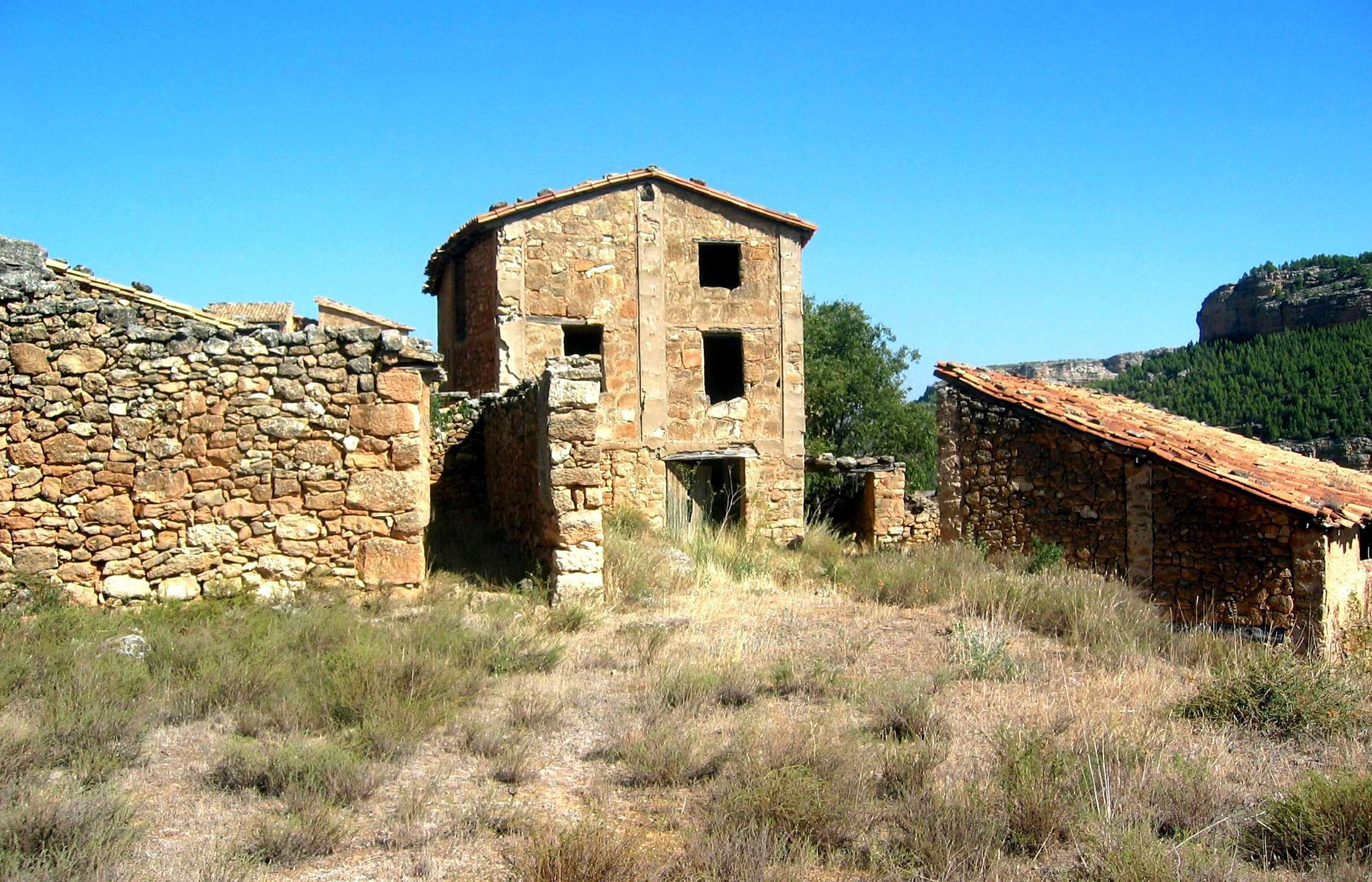
Vista parcial del caserío de las «Casas de la Balsa», Ademuz (Valencia), año 2008.

Las Casas de la Balsa, lugar también conocido como Las Balsas o simplemente La Balsa, son un conjunto construcciones en despoblado, ubicadas en el término municipal de Ademuz, provincia de Valencia (Comunidad Valenciana, España).
Dichos caseríos están en la actualidad deshabitados, pero antaño formaron parte del poblamiento disperso del Rincón de Ademuz, junto a otros en Ademuz (Altamira, El Soto, El Sotillo, y el Molino de los Cuchillos), Castielfabib (Casa Aurel, Casa del Mojón, Casa Molina, ambos Colladillos -el de Arriba y el de Abajo-, Las Monjas, Las Tóvedas –de Arriba y de Abajo-, La Veintena, y el Molino del Barranco Hondo), Puebla de San Miguel (El Pomar, La Masada, Masada de los Boteros, Masada de don Joseph Soriano y Montoya, y Masada de Sandalinas), en Torrebaja (Molino de San José o de Arriba y el Molino de Abajo, también conocido como "del Señor" o "del Mayorazgo") y Vallanca (La Veguilla, también conocida como "San Juan de la Veguilla"), entre otros lugares, cuyas fincas laboraban aparceros o renteros de los antiguos mayorazgos o propietarios.- Algunos de estos lugares han desaparecido, otros se hallan en estado ruinoso o en situación de abandono, solo uno, el mencionado lugar de El Soto, en el término municipal de Ademuz, está habitado de forma permanente por una familia. Todos estos antiguos asentamientos forma parte esencial de lo que entendemos por Arquitectura vernácula (Rincón de Ademuz).

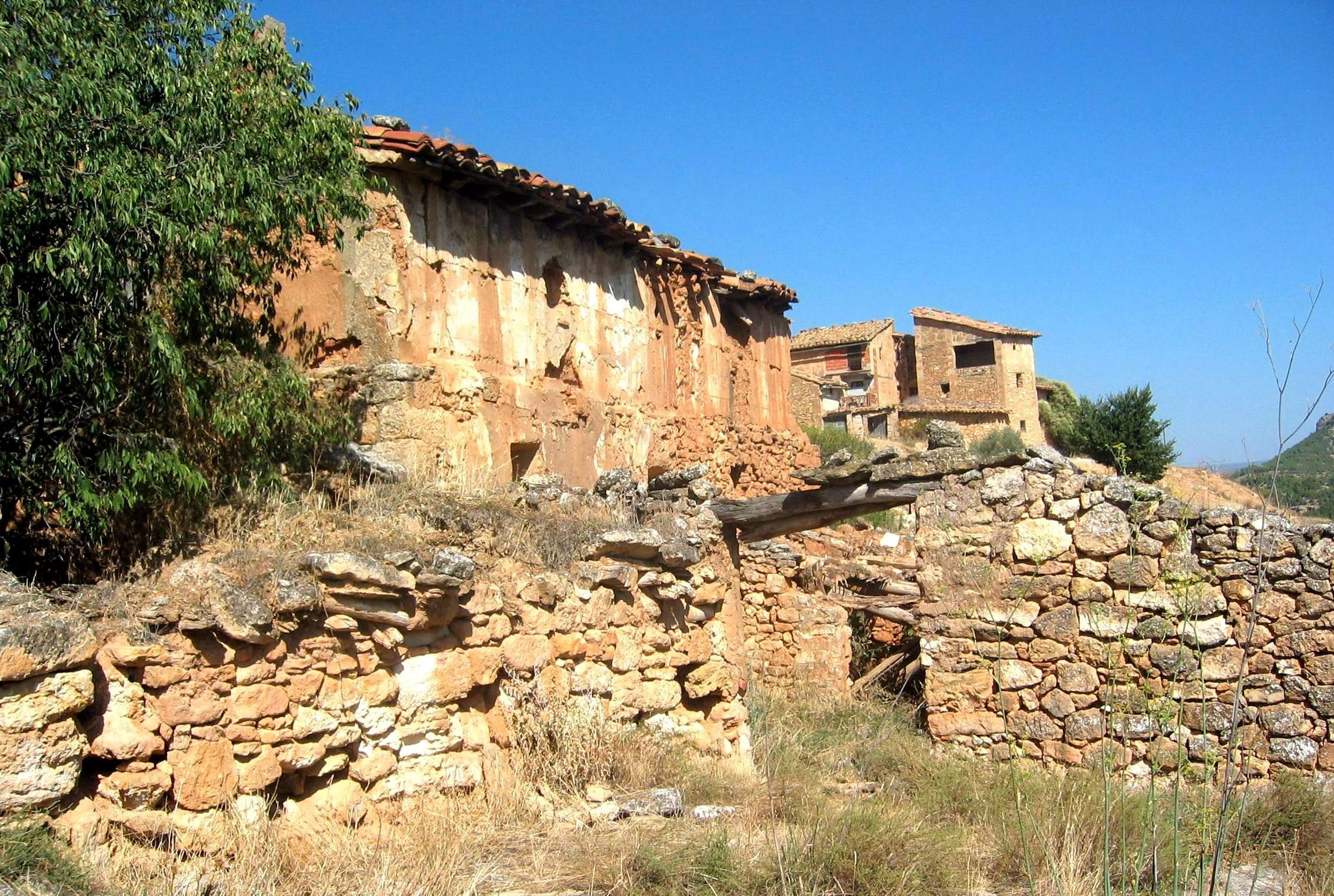
Detalle de construcción tradicional en el caserío de las «Casas de la Balsa», Ademuz (Valencia), año 2008.

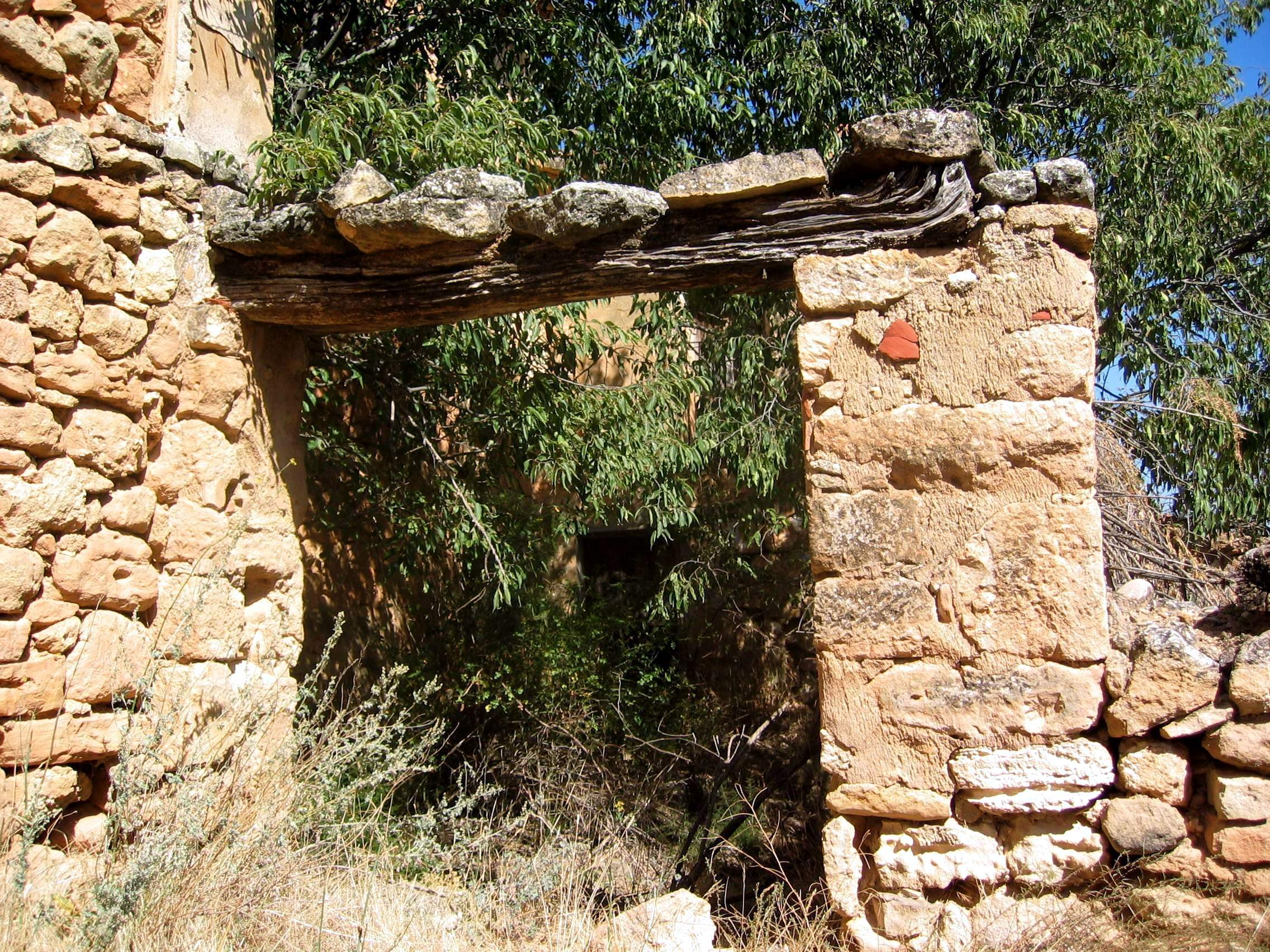
Detalle de construcción tradicional en el caserío de las «Casas de la Balsa», Ademuz (Valencia), año 2008.

## Historia
Según reseña el geógrafo y cartógrafo ilustrado español Tomás López, a finales del siglo XVIII el lugar de Las Balsas censaba 6 vecinos (unos 25-30 habitantes), que fueron disminuyendo a lo largo de la primera mitad del siglo XIX. El Nomenclátor de población de 1860 solo recoge cuatro casas, de las que únicamente dos estaban habitadas. Durante el primer tercio del siglo XX el lugar estuvo habitado por varias familias, que residieron en el lugar antes, durante y después de la guerra civil española (1936-1939), censando entre 15 y 20 habitantes, población que se mantuvo hasta los años cuarenta, en que empezó a despoblarse.
Después de la guerra civil todavía residieron en el lugar cuatro familias: las de los hermanos Aparicio Adalid, Felipe y Francisco (hijos de José Aparicio Ramírez, al que decían José el Balsero), cuyas viviendas compartían medianera. Felipe estaba casado con María de Tejeda y tuvieron cuatro hijos: Carmen, Teresa, Vicente y Maruja. Francisco estaba casado con Maximina, y tuvieron otros tres hijos: Paco, Encarna y Maruja. La de Pelegrín y su esposa, la señora Brígida y la de los Lucios de Ademuz. Uno de los últimos moradores fue el señor Felipe Aparicio Adalid (1903-1997), de Ademuz y su esposa, la señora María de Tejeda Muñoz Blasco (1903-2000), procedente del «rento de Barrachina» (en Moya, Cuenca), que dejaron el lugar a comienzo de los años sesenta, para trasladarse al Solano de Ademuz, donde tenían vivienda.

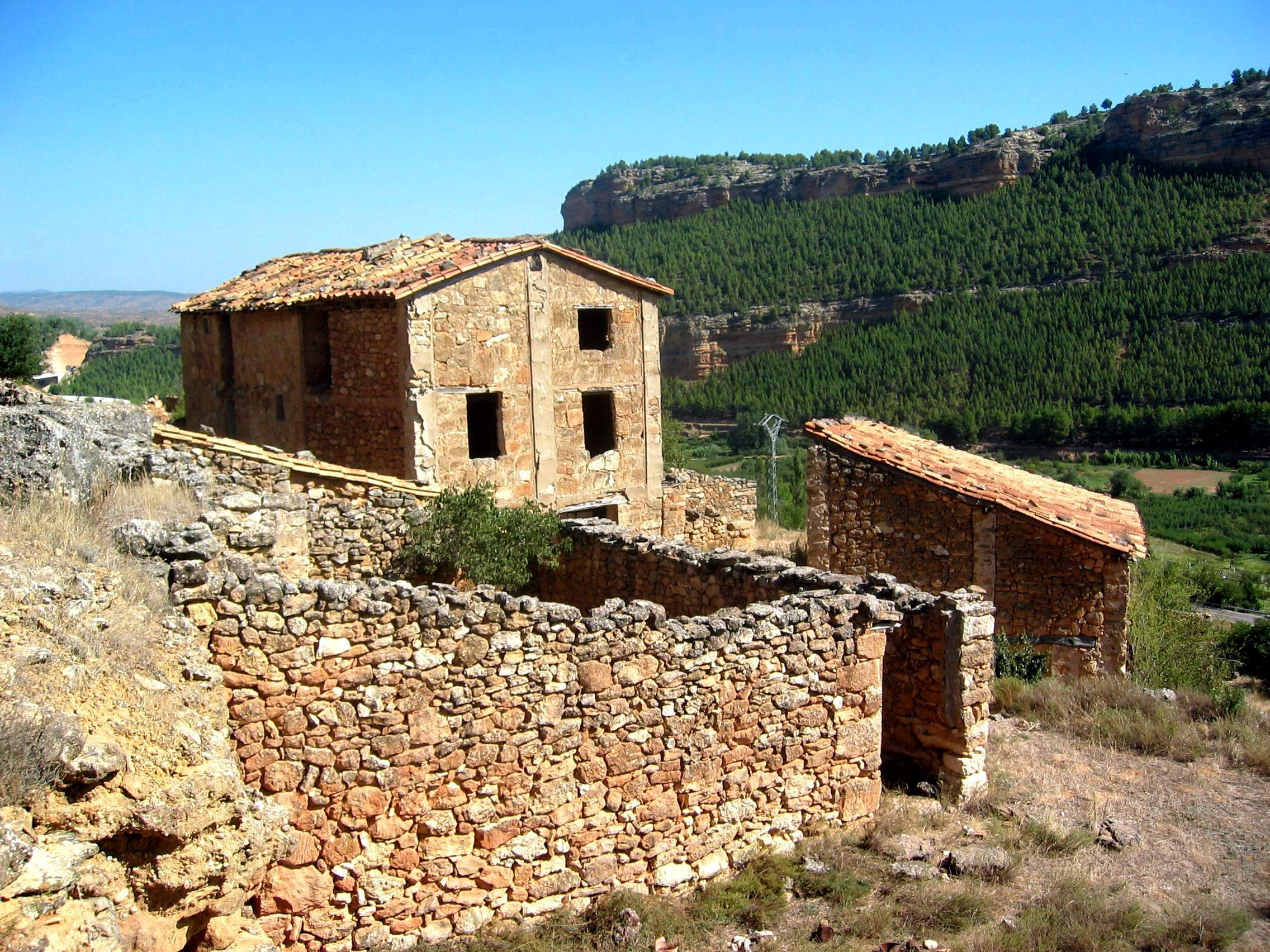
Vista parcial del caserío de las «Casas de la Balsa», Ademuz (Valencia), año 2008.

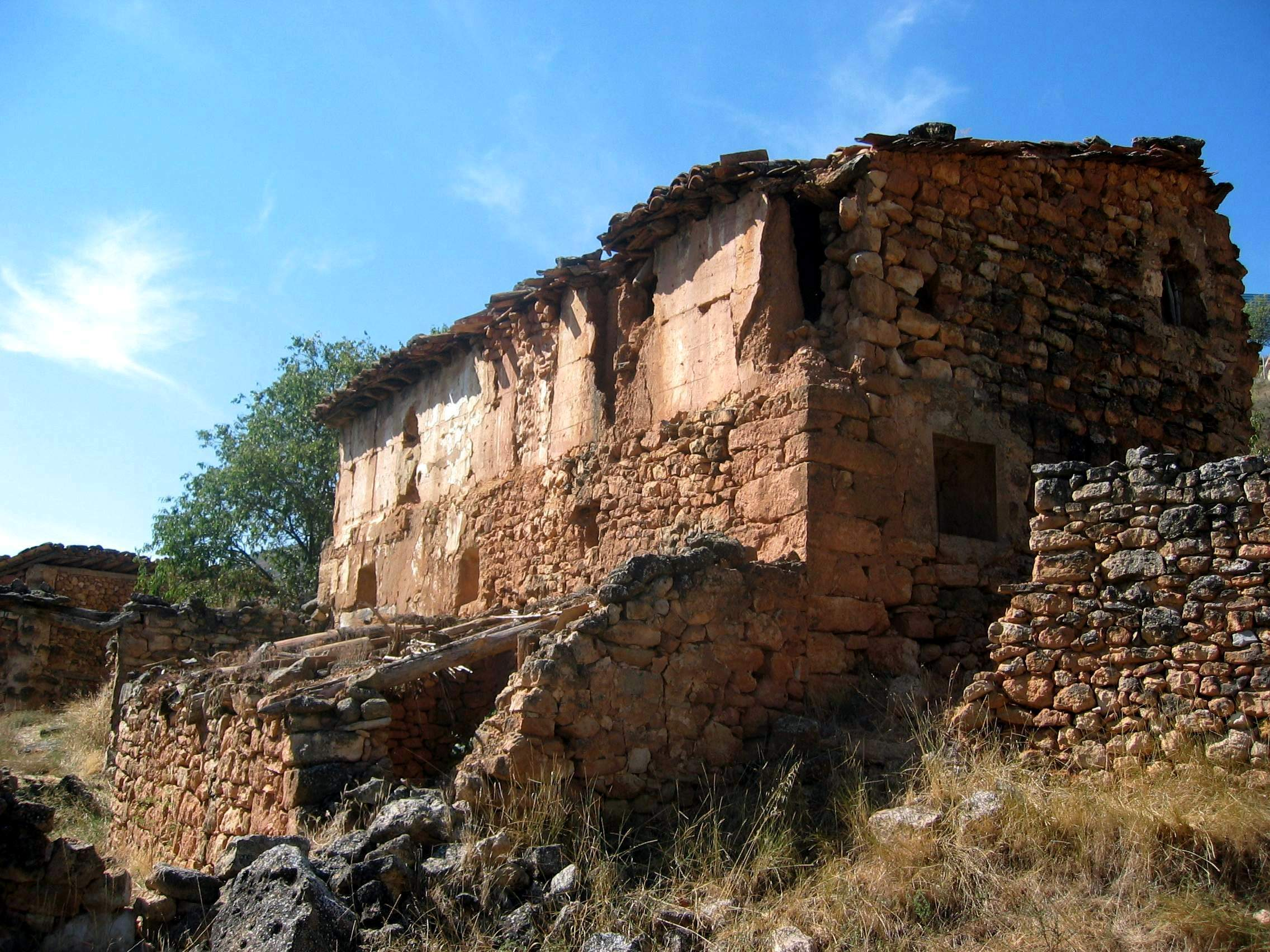
Detalle de construcción tradicional en el caserío de las «Casas de la Balsa», Ademuz (Valencia), año 2008.

La vida de los moradores de las Casas de la Balsa era sencilla, siempre en pleno contacto con la naturaleza. Poseían animales de corral, cerdos, conejos, pollos, gallinas, un pequeño ganado ovino, animales de labor... El agua para el riego de las huertas procedía de las Balsas, que surtían también la «fuente del Magro», de donde la tomaban para la bebida. Cultivaban todo tipo de frutas y hortalizas propios de la zona, además de viña y cereal, había allí varias «eras de pan trillar» y cubos para hacer vino. El trigo resultante de la trilla lo llevaban a moler al molino de la «fuente Vieja», en Ademuz. Horneaban en los hornos de la villa, generalmente en el del Vallado. En las tiendas locales adquirían sólo lo que necesitan, aquello que no podían producir en La Balsa: azúcar, telas, zapatos... Cuando fallecía alguien lo llevaban a enterrar al cementerio de Ademuz: «me acuerdo que falleció una mujer llamada tía Consuelo, a la que los familiares llevaron a hombros hasta la villa, en un cajón de muertos de los que hacía el tío Rochingues». Según refiere la señora Carmen Aparicio Muñoz (Casasbajas,1930):

«Allí vivíamos muy felices y confiados hasta que vino lo de los maquis... La Guardia Civil vigilaba todo aquello y con frecuencia pasaba por allí; entraban en casa y mi madre les dejaba hacerse café en el fuego bajo o les preparaba algo de comer. Los guardias les decían (a mis padres) que cerraran las puertas por las noches, pues hasta entonces se quedaban siempre abiertas... No, allí no había luz eléctrica, pero por la noche prendíamos unos candiles de carburo que teníamos; cuando vino el butano mi padre compró una lámpara que daba buena luz, y una radio de pilas que los vecinos venían a escuchar...».
Del paisaje, alma del Rincón de Ademuz, Alfredo Sánchez Garzón

Hasta bien avanzados los años sesenta del siglo XX, la totalidad de las fincas del término se hallaban cultivadas, ello suponía el paso de mucha gente por la zona y una relación continuada entre los moradores de las Casas de la Balsa y los de la villa, además de los de Casasaltas, el pueblo más próximo. Y aunque de espaldas a la villa, según soplara el viento, desde las Casas de la Balsa se oían perfectamente las horas del reloj de la Iglesia Arciprestal de San Pedro y San Pablo, y el toque de los oficios religiosos:

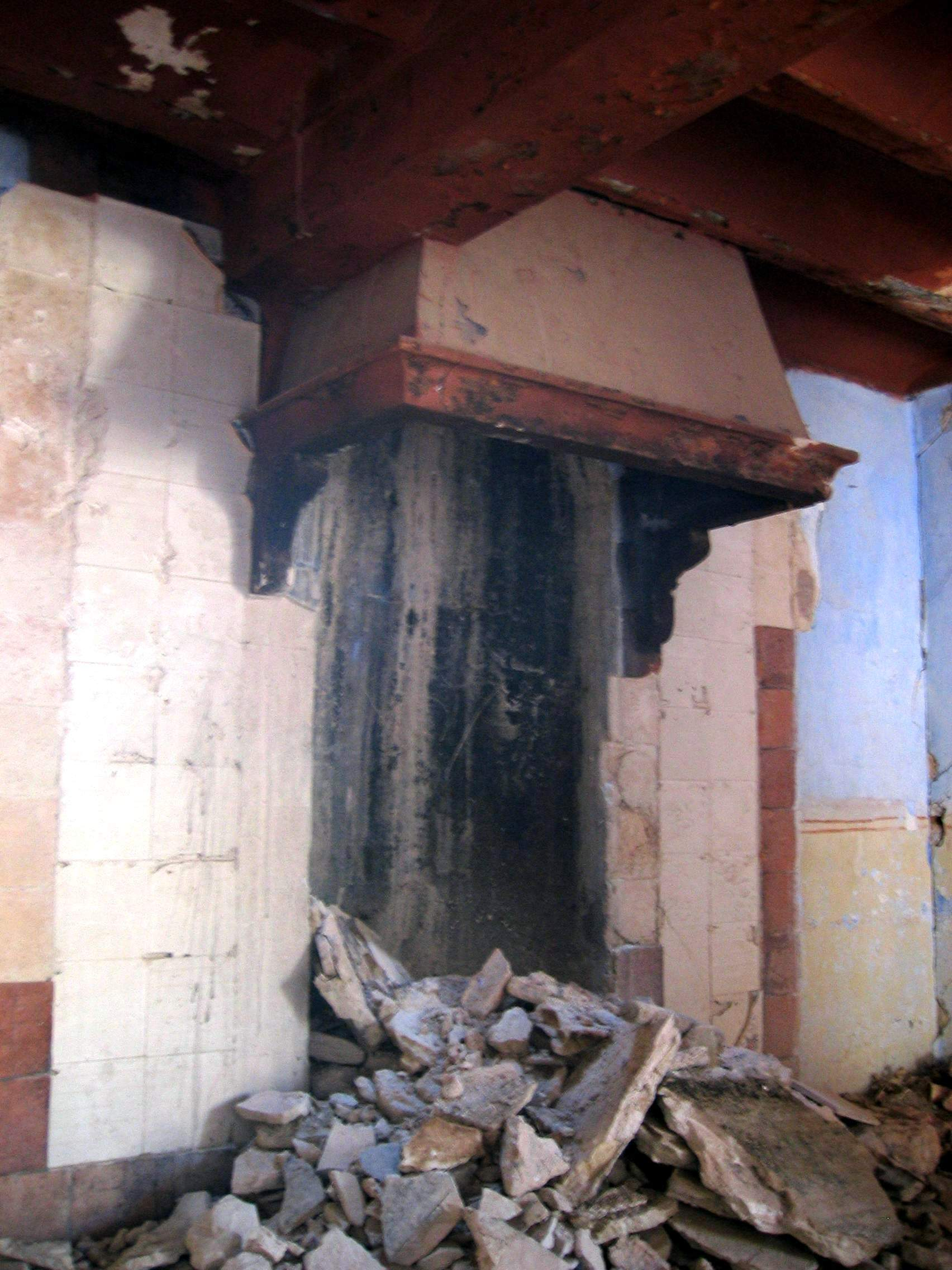
Detalle de chimena de fuego bajo arruinada en una vivienda de «Casas de la Balsa», Ademuz (Valencia), año 2008.

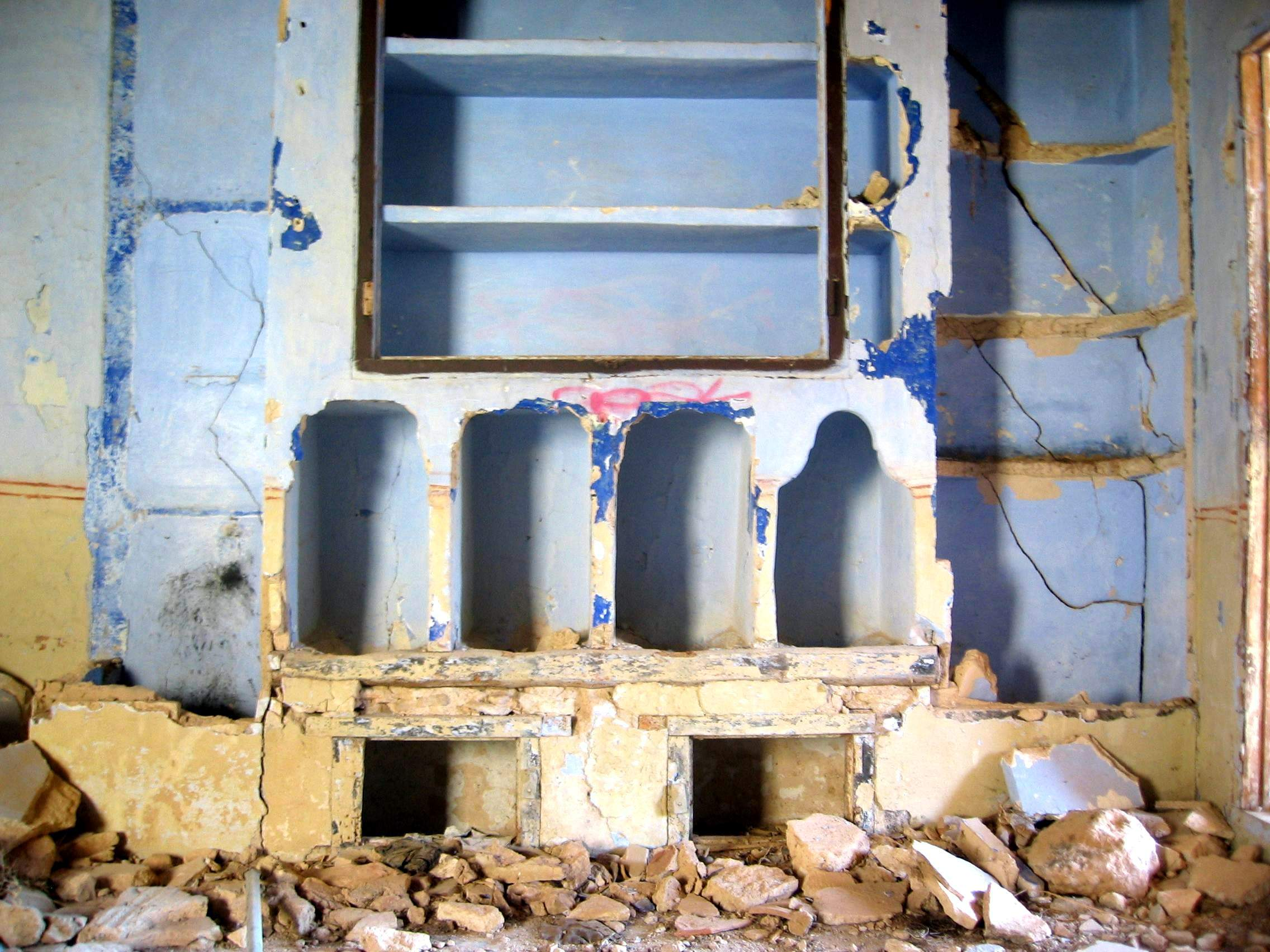
Detalle de alacena y cantarera arruinadas en una vivienda de «Casas de la Balsa», Ademuz (Valencia), año 2008.

«Desde La Balsa se sentían muy bien las campanas de la iglesia de Ademuz. En cuanto las oía le decía a mi madre: Madre, ya tocan las campanas... -y mi madre decía-: Hala, pues, vamos a rezar... -y nos poníamos las dos juntas a rezar-».
Del paisaje, alma del Rincón de Ademuz, Alfredo Sánchez Garzón

## Ubicación y estado
El caserío de las Casas de la Balsa se halla en la vertiente oriental del «Pinar Llano», mirando al valle del Turia -sobre una orilla del «barranco de la Balsa», lugar próximo al manantial que surte las Balsas y la «fuente del Magro»-, en las estribaciones septentrionales del término de Casasaltas. A los pies del antiguo caserío discurre la vieja CN-330a (de Alicante y Murcia a Francia por Zaragoza), en su tramo de Santa Cruz de Moya (Cuenca) a Ademuz. Pero el lugar se ha visto afectado por el trazado alternativo de esta misma vía, desde Manzaneruela (Landete, Cuenca), a Torrebaja, que pasa por la parte alta del monte donde se ubica el lugar, punto kilométrico 261 del trayecto.
Con la excepción de algunas que todavía se conservan en bastante buen estado, la mayoría de construcciones están arruinadas. Junto a las viviendas hay eras y pajares, rediles y corrales con descubierto. Las edificaciones más antiguas se basan en muros de piedra local con tapial enlucido en la parte superior. Las modernas constituyen buenas muestras de arquitectura tradicional (vernacular), luciendo mampostería careada de piedra en la parte baja y cerramientos de lajas de caliza encofradas, con cobertura de teja árabe dispuesta en canal y cobija.
No obstante su sencillez, las construcciones poseen cierta notabilidad, en lo que colabora el lugar privilegiado en que se hallan, con la vega a los pies y el Pico de la Muela (905 m) al fondo, al otro lado del Turia:

«En nuestro imaginario, el silencio y la soledad del despoblado en la actualidad contrasta con la vida y el ajetreo de antaño; un tiempo y una época definitivamente pasados...».
El Rincón de Ademuz en imágenes: Aldeas y Lugares, Alfredo Sánchez Garzón